# Медолаго
Медолаго, Медолаґо (італ. Medolago) — муніципалітет в Італії, у регіоні Ломбардія,  провінція Бергамо.
Медолаго розташоване на відстані близько 490 км на північний захід від Рима, 33 км на північний схід від Мілана, 14 км на захід від Бергамо.
Населення — 2369 осіб (2014).

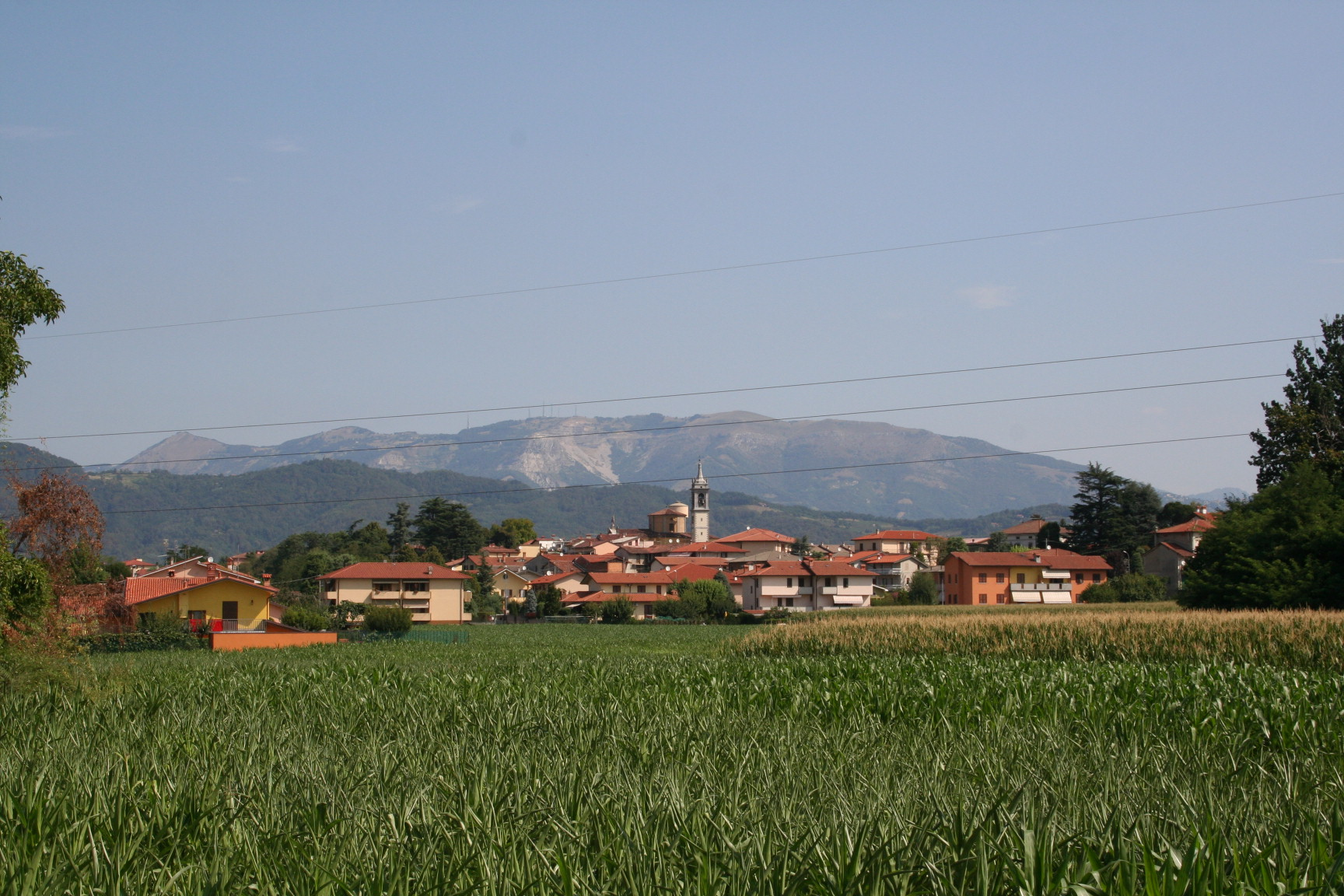

Щорічний фестиваль відбувається 15 серпня. Покровителька — Богородиця Небовзята.

## Демографія
Населення за роками:

Станом на 1 січня 2023 року в муніципалітеті офіційно проживало 236 іноземців з 28 країн, серед них 46 громадян країн Євросоюзу та 2 громадяни України.

## Сусідні муніципалітети
- Калуско-д'Адда
- Кіньоло-д'Ізола
- Корнате-д'Адда
- Падерно-д'Адда
- Сольца
- Суїзіо
- Терно-д'Ізола